# Albert Schindler (Maler)

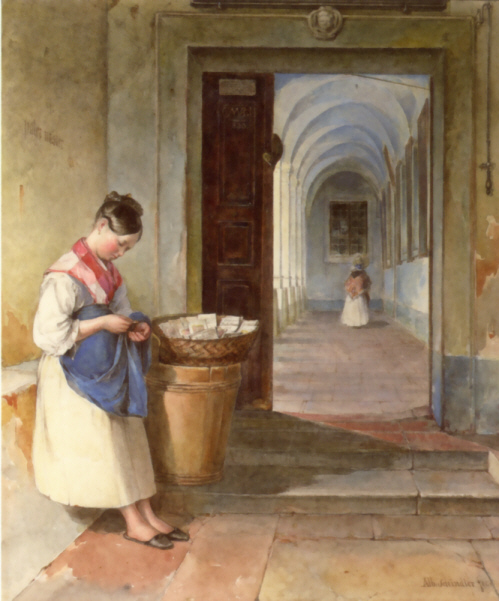
Albert Schindler, Spärliche Einnahmen, 1833, Aquarell, Privatbesitz

Albert Schindler (* 19. August 1805 in Engelsberg, Österreichisch-Schlesien; † 3. Mai 1861 in Wien) war ein österreichischer Maler und Grafiker der Biedermeier-Zeit.

## Leben
Albrecht Schindler, wie sein eigentlicher Name lautete, wurde als Kind einer armen Weberfamilie im damaligen Österreichisch-Schlesien geboren. Während einer Reise des bedeutenden österreichischen Malers Peter Fendi entdeckte dieser zufällig das Zeichentalent des kleinen Albert und brachte seine Eltern dahin, dass diese ihm ihren Sohn mit nach Wien gaben, wo Fendi für Albert Schindler versprach zu sorgen. Fendi selbst war nämlich durch eine körperliche Verkrüppelung daran gehindert, eine eigene Familie zu gründen, und lebte mit seiner Mutter und zwei adoptierten Nichten zusammen.
Schindler begann 1827 ein Studium an der Wiener Akademie der bildenden Künste. Gleichzeitig gab ihm Fendi auch Privatunterricht. Schindler wurde quasi in die "Familie" Fendis aufgenommen, lebte und arbeitete in der kleinen Wohnung mit Fendi zusammen. Neben Albert Schindler hatte Fendi auch noch die Maler Johann Friedrich Treml und Carl Schindler in der Atelierwohnung unter seine Fittiche genommen. Trotz der großen künstlerischen Ähnlichkeiten und den miteinander verflochtenen Lebensumständen waren Albert Schindler und Carl Schindler nicht miteinander verwandt.
1832 konnte Albert Schindler erste Werke in der Akademie ausstellen. Fendi hat Schindler als Volontär im k.k. Münz- und Antikenkabinett ausgebildet, und als er 1842 starb, wurde Schindler dort sein Nachfolger als Zeichner und Kupferstecher. Diese Tätigkeit nahm ihn stark in Anspruch, wodurch sein malerisches Werk nicht sehr groß wurde.
Schindler war in erster Ehe mit Antonia Barbara Birnegger verheiratet, die 1849 starb. Schindler heiratete ein zweites Mal, und zwar Maria Kappherr, die ein Haus besaß, in dem das Ehepaar fortan lebte. Im Wiener Vorort Laimgrube Nr. 102 (heute Magdalenenstraße 58 in Wien) ist Schindler auch gestorben.

## Leistung
Albert Schindler verdankt eigentlich alles seinem väterlichen Freund Peter Fendi. Auch in künstlerischer Hinsicht war Schindler von diesem geprägt, aber auch von seinem Mitschüler Carl Schindler, der sehr früh verstarb und ein großes Talent war. Albert Schindler schuf im Stil der Wiener Biedermeiermalerei Ölbilder, die das Alltagsleben der damaligen Zeit darstellen, meist schlichte Szenen in kleinem Format. Ähnlich wie Carl Schindler, der als "Soldatenschindler" bekannt wurde, schuf er auch Sittenbilder aus dem Soldatenleben. Als Zeichner und Kupferstecher machte er Stichreproduktionen für mehrere bekannte Buchpublikationen.

## Werke
- Selbstbildnis im Atelier (Sammlung Liechtenstein, Inv. Nr. GE 2104), Öl auf Holz, 18,2×23,9 cm
- Spärliche Einnahmen (Privatbesitz), 1833, Aquarell, 21,5×17,9 cm
- Einem verwundeten Offizier wird die letzte Ölung erteilt (Wien, Österreichische Galerie Belvedere), 1834, Öl auf Holz
- Bauernstube – Die Witwe des Landwehrmannes (Wien, Österreichische Galerie Belvedere, Inv. Nr. 3627), 1836, Öl auf Holz, 31,5×26 cm
- Die letzte Pilgerreise (St. Pölten, Museum Niederösterreich, Inv. Nr. NÖ Plan 12), 1840, Öl auf Kupfer
- Medaillen auf berühmte und ausgezeichnete Männer des Österreichischen Kaiserstaates vom 16. bis zum 19. Jh. (Illustrationen), 2 Bände, 1844–57